# 多士

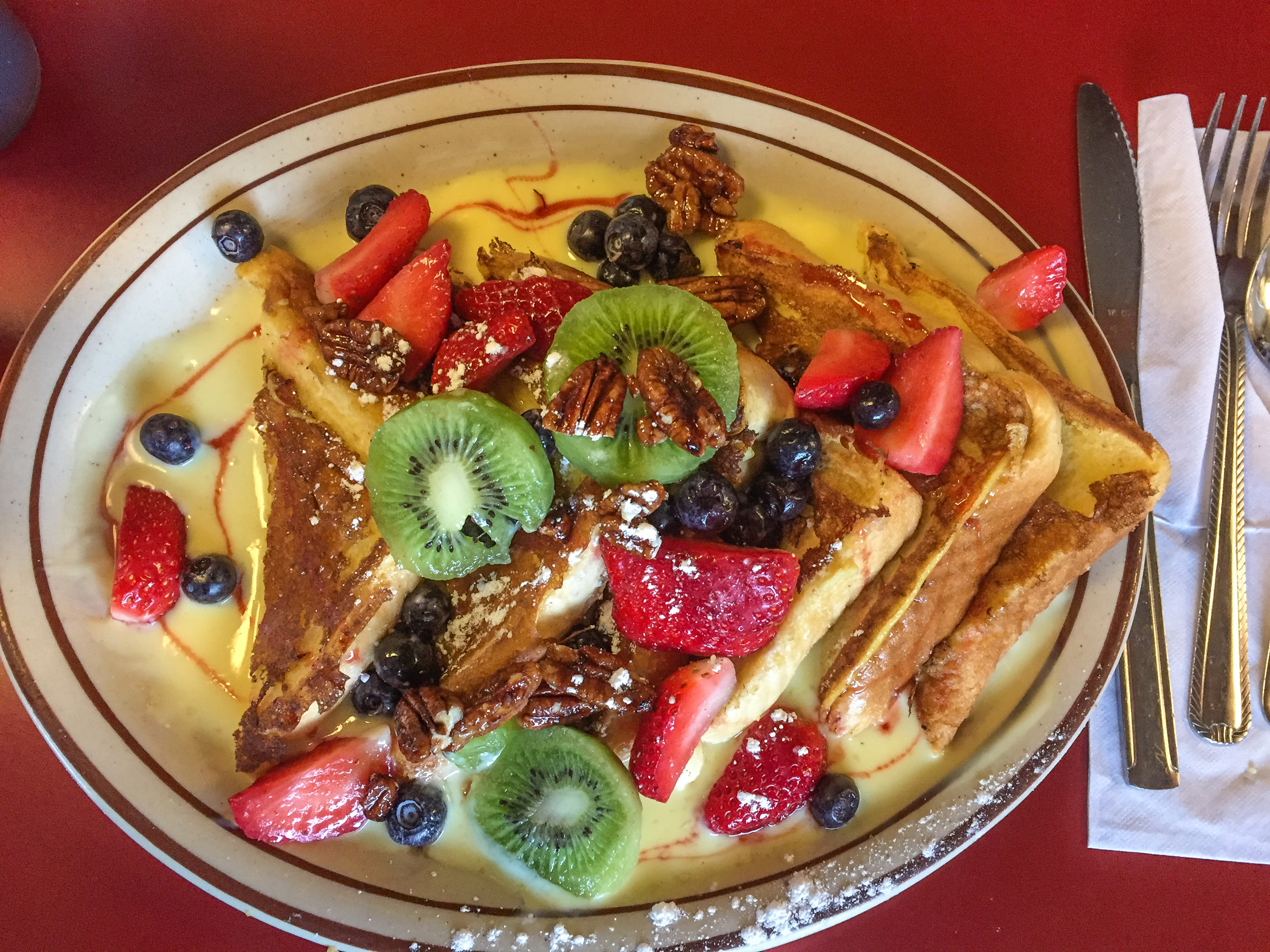
塗有卡士達的法式吐司

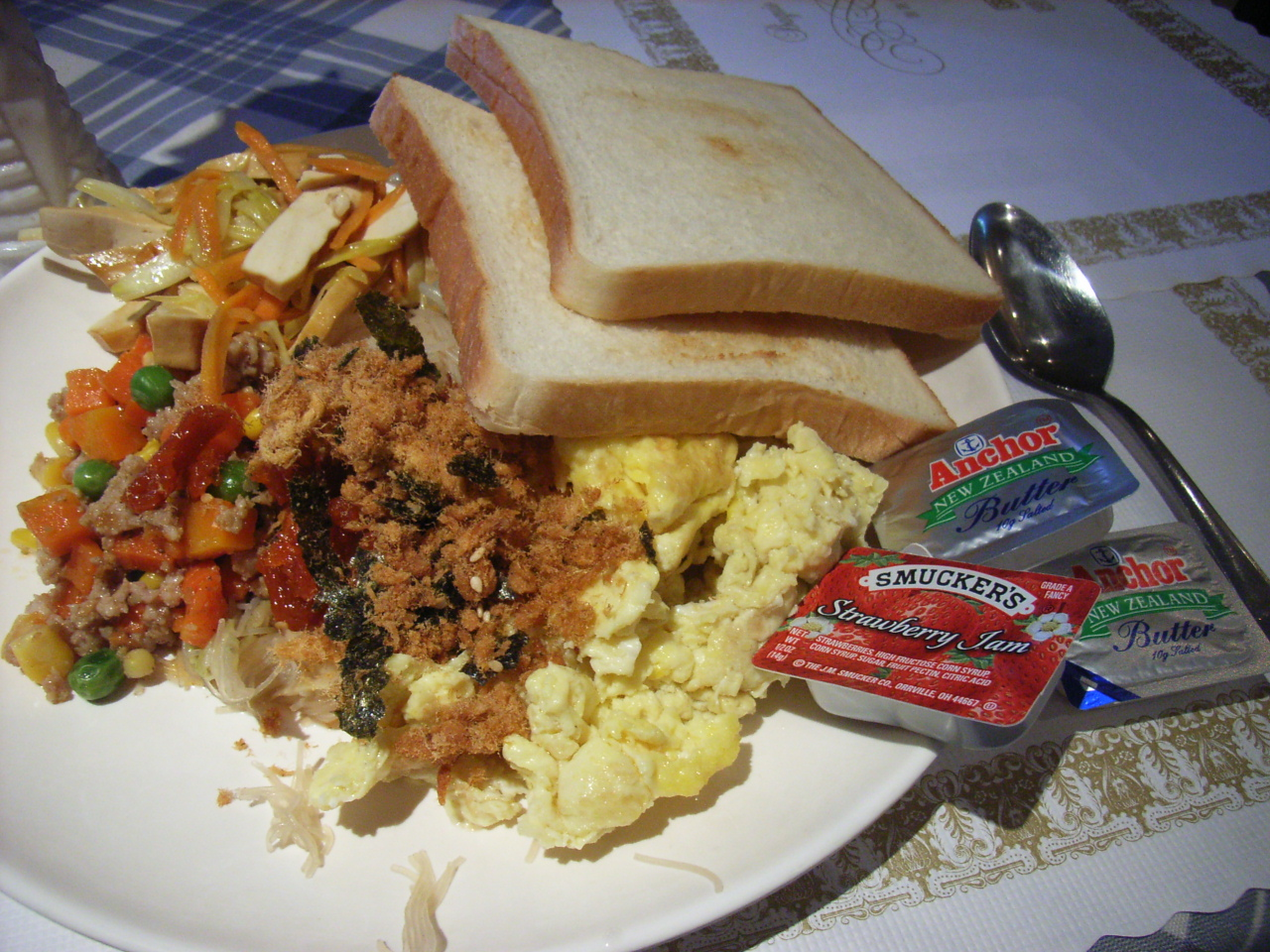
菲律賓早餐上的烤吐司及其它配料

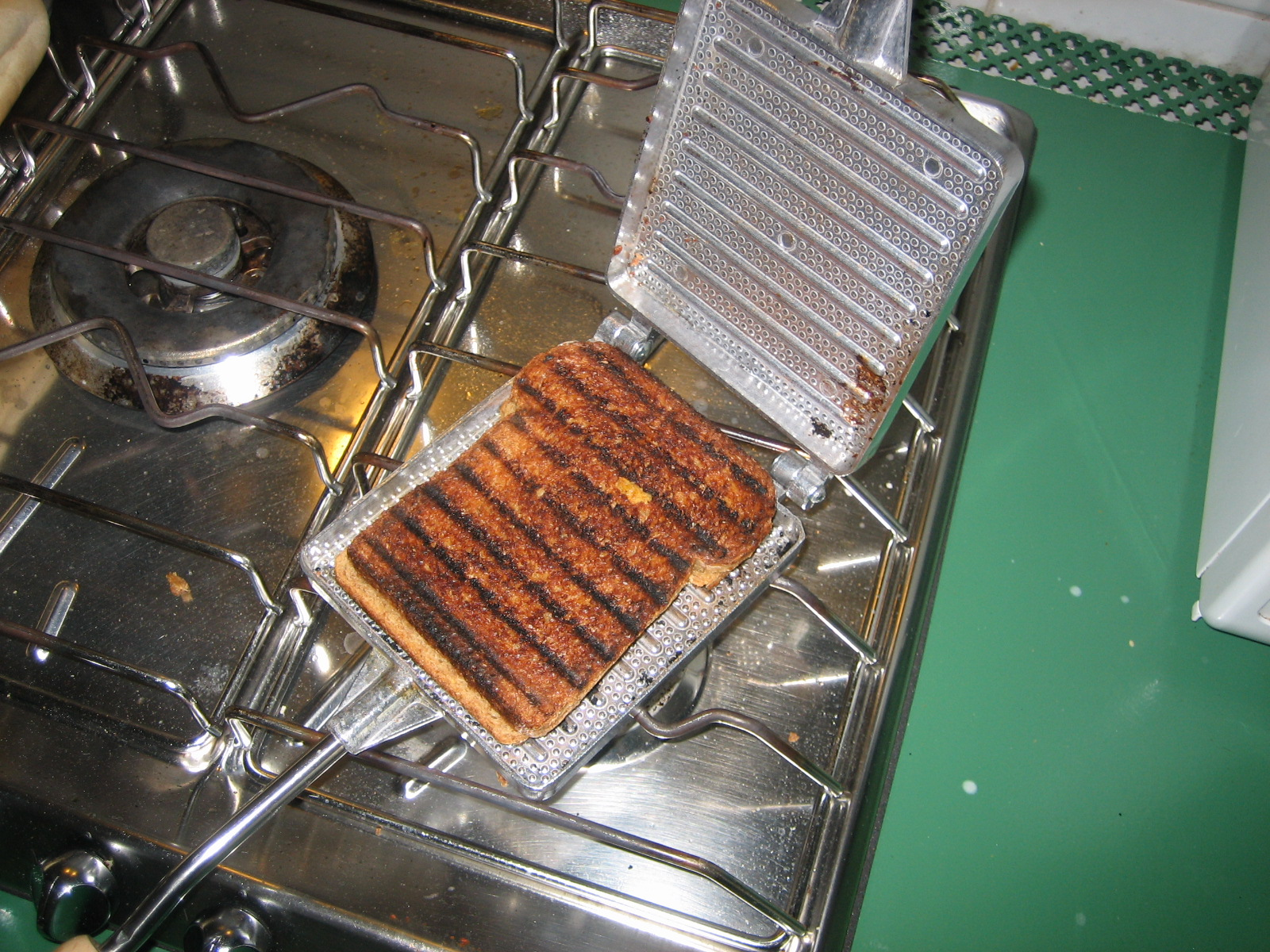
夾式烤吐司

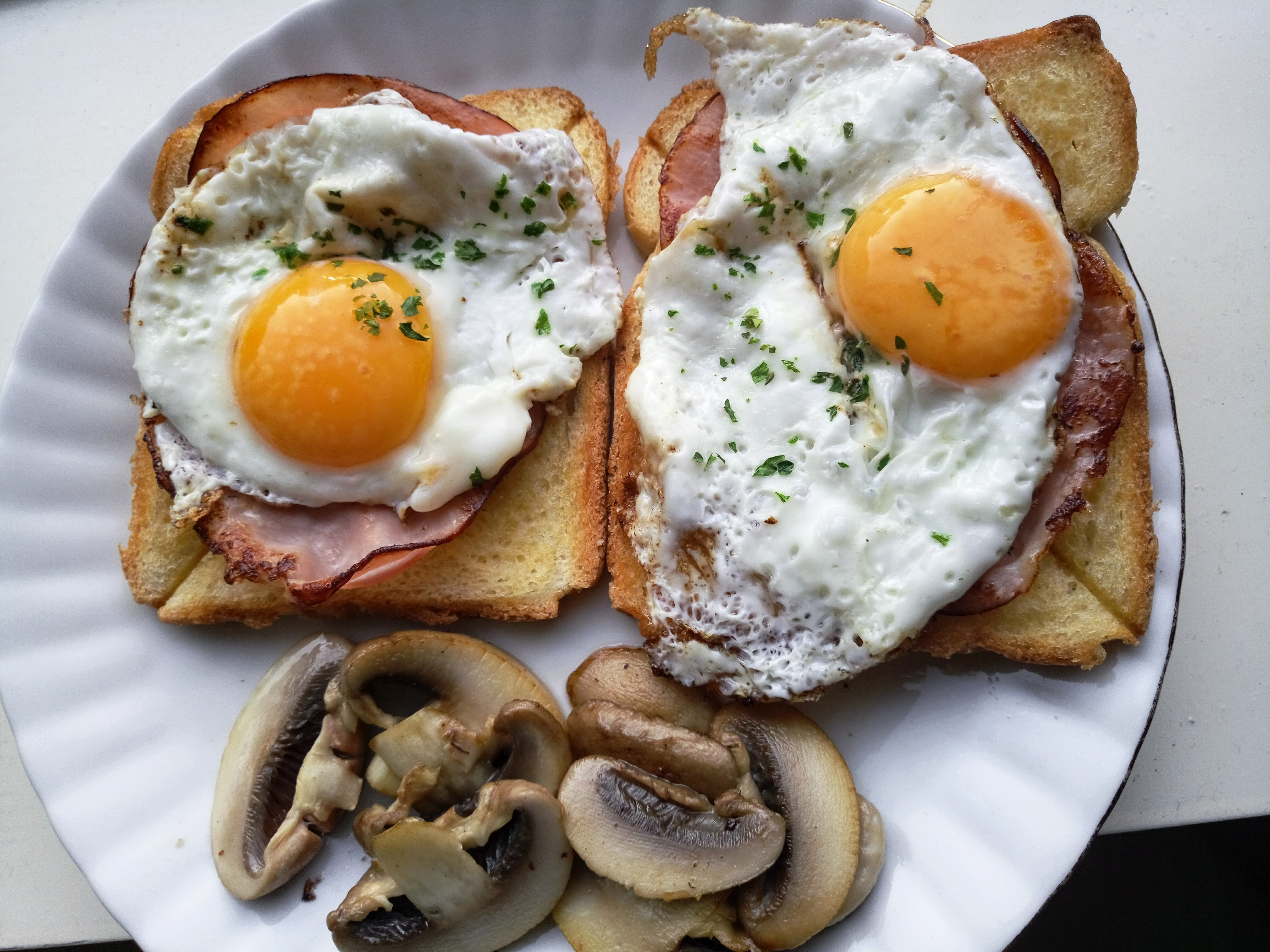
煎蛋和火腿吐司

烤吐司（英語：toast），香港譯為多士，指經烘烤過的吐司片，是最常見的一種西點。在歐式早餐中常見，配以牛奶、豆漿適合早餐食用。經由攝氏約190度的焗爐，烤約30分鐘，出爐後冷卻切片。面包经过加热后，表面逐渐变成褐色，这种变化过程称为美拉德反应。溫度高時較為鬆軟好吃，低溫的狀態下會變硬，風味口感會差很多。因此市售的常温软吐司，必须加入食品添加劑以维持其口感，而且吐司屬於高GI的食物，所以會越吃越餓，對減肥的人來說應盡量避免，此外麵包烤過頭會產生較多的懷疑致癌物丙烯酰胺。

## 名稱
在中國大陸的普通話和台灣的國語中，「吐司」主要指長條方麵包的切片。普通話裡的「吐司」源自英語 toast，在英語的 toast 指任何烤過的麵包片。
在香港粵語，由於切片時呈方形，未經烘烤的長條麵包片被稱為「方包」，而烤過的則被稱為「多士」。
台語的吐司稱為「俗麭」（臺羅：sio̍k-pháng，國際音標：[ɕi̯ŏk̚˧ pʰaŋ˥˩]），雖「俗」一字意指便宜，但並非指便宜的麵包，而是日語（shokupan，指長條麵包）讀音於日治時代傳入臺灣演變成的辭彙。其中日語的（pan）源自葡萄牙語。大约17世纪，葡萄牙人把面包及其名称傳入日本。臺灣自日治時代傳入麵包，但在1930年前普通人鮮有吃過麵包，而名稱則是經由日語（pan）再流轉成為台湾话“麭”（pháng）並沿用至今。

## 食用方式
常見的食用方式是在烤之過後塗抹料，如果醬、咖椰醬、花生醬，或是搭配蔬菜、蛋、肉片、乳酪做成各種三明治。另外還有沾蛋汁做成法國吐司、或是把中間挖空後填入食材後拿去炸，如棺材板。

## 各地吐司

### 台式吐司
興起於1980年代的臺式泡沫紅茶店，早餐店提供的常見吐司有塗醬吐司、培根蛋吐司、雞排三文治等，搭配種類繁多。而在香港的臺灣餐廳，通常把多士稱為吐司。另外有人會把吐司拿來炸，如臺灣小吃棺材板。

### 港式吐司
在香港的港式飲食中，将經烘烤的吐司稱為「多士」。將麵包放在烤吐司機（香港稱作多士爐）烤至表面香脆後取出，再於吐司的一邊抹上煉奶、黄油、果醬、美乃滋等配料，用兩塊吐司夾起來熱食。多士因為有多種變化，所以有各種名稱。
- 奶油多：包含煉奶和黄油
- 奶醬多：包含煉奶和花生醬
- 鮮油多：包含冰鮮牛油
- 油占多：包含黄油和果醬
- 西：法兰西多士的简称，在茶餐廳等港式食店一般是指將麵包表面炸成香脆的港式西多士[5]
- ：在英式三明治包加入香港雲吞常見的蝦膠（剁碎的蝦仁），然後油炸至金黃色，可配上喼汁、番茄醬或芥末醬等進食[6][7]

## 種類
- 吐司列表（英语：List of toast dishes）

### 依烘烤前混入的製作材料命名
- 牛奶吐司
- 朱古力吐司
- 葡萄乾吐司
- 芋頭吐司（加入芋蓉）
- 紅豆吐司
- 椰子吐司